# Grive à gorge rousse
Turdus ruficollis
Espèce
Statut de conservation UICN

 LC  : Préoccupation mineure
La Grive à gorge rousse (Turdus ruficollis) est une espèce asiatique de passereaux appartenant à la famille des Turdidae.

## Sous-espèces et distribution
La Grive à gorge rousse est représentée par deux sous-espèces :
- ruficollis du sud de la Sibérie (observations rarissimes en Europe) ;
- atrogularis de l'ouest de l'Oural et du nord de la Sibérie (accidentelle en Europe occidentale, surtout à la fin de l'automne et en hiver).

Elles sont aussi considérées comme espèces distinctes, la grive à gorge rousse (Turdus ruficollis) et la grive à gorge noire (Turdus atrogularis).